# Bombardamento di Isernia
Il bombardamento di Isernia da parte delle forze aeree anglo-americane, avvenuto il 10 settembre 1943, è stato uno degli eventi più tragici che abbia mai colpito la città di Isernia.
Appena due giorni dopo l'annuncio dell'armistizio firmato dal maresciallo Badoglio con gli Alleati, la popolazione isernina accolse con festosi saluti e sventolio di fazzoletti bianchi gli aerei anglo-americani che sorvolavano la città, ignara del triste destino cui sarebbe andata incontro.
Infatti gli aerei militari intrapresero un feroce bombardamento e distrussero gran parte del centro abitato, uccidendo circa 400 persone.

## Le ragioni del bombardamento
Secondo diverse ricerche storiche il bombardamento di Isernia si inserisce all'interno di una serie di attacchi "strategici" che l'esercito anglo-americano intraprese sul territorio italiano, al fine di indebolire le linee di resistenza tedesche. In particolare Isernia rappresentava un punto di passaggio fondamentale per i tedeschi verso la Campania e la costa adriatica.
Si pensa che uno dei principali obbiettivi del bombardamento fosse il viadotto Cardarelli, ubicato nella zona sud della città, che doveva essere distrutto al fine di interrompere la comunicazione tra l'asse tirrenico e quello adriatico.
Nonostante ciò, il viadotto Cardarelli è una delle pochissime strutture cittadine a non aver subito alcun danno dal bombardamento.

## Fatti
Il 10 settembre alle ore 10:30 gli aerei degli Alleati sorvolano Isernia, senza che sirene di emergenza avvertano i cittadini, tanto che gli stessi credevano che gli Alleati stessero sorvolando la città in segno di amicizia, per dirigersi altrove. Le fortezze volanti sganciano le bombe, con l'obiettivo di colpire punti strategici, come il Campo della Fiera (piazza Tedeschi), via Roma, la stazione, i viadotti.
I viadotti per ironia della sorte non furono colpiti durante i bombardamenti, anche quelli succedutisi dal 12 al 23 ottobre 1943, invece molte persone il 10 settembre furono sorprese nella piazza della cattedrale e nelle case, trovando la morte. Il centro storico fu gravemente colpito, la cattedrale fu sventrata, anche l'area di piazza Celestino V con la chiesa del Purgatorio e la Fontana Fraterna.
Nelle settimane successive altri bombardamenti colpirono Isernia, soprattutto l'area storica del corso Marcelli, danneggiando gravemente il monastero benedettino di Santa Maria delle Monache, largo Santa Chiara. Gli isernini decisero di sfollare nelle zone limitrofe di Civita e S. Cosma e Damiano, altri andarono nei paesi attorno di Sant'Agapito, Macchia d'Isernia, Sepino, Fornelli, rendendo di fatto Isernia una città fantasma.
Prima dell'arrivo degli Alleati il 23 ottobre, il 20 i tedeschi fecero saltare in aria il viadotto di ferro, abbandonando la città.
Oggi la piazza Celestino V, un tempo piena di case, tra cui la presunta casa natale di Pietro da Morrone, mostra sul pavimento delle linee, che ricalcano la presenza delle antiche abitazioni. Anche la fontana Fraterna, Monumento nazionale, fu celermente ricostruita.

## Testimonianze
Hugo del Gesso, isernino di nascita e residente a Miami (Florida): "Quella data è rimasta solidamente ancorata nella mia "memory bank". Avevo 15 anni in quel lontano settembre del '43 ed ero intento a rimettere a posto assieme a Mimì Brasiello la libreria del Liceo-Ginnasio del prof. Gonnella di Monteroduni. Era mercoledì, giorno di mercato, un soffice sole bagnava l'ignara popolazione; massaie, contadini, bambini portati a spasso sulla Fiera (l'attuale villa comunale). Verso le dieci e mezza un largo gruppo di aeroplani americani, del tipo Fortress, si distese come dei grandi uccelli neri e a partire dal ponte della Prece salendo su, seminarono morte e distruzione. Io fuggii immediatamente a casa nel palazzo Viti, quasi antistante il Liceo. I fragori delle bombe, la polvere delle macerie di case crollate, le grida dei feriti superstiti che nessuno sentiva, un cavallo con la pancia in su che vomitava sangue, di tutto questo caos inimmaginabile fummo testimoni appena io e i miei di casa uscimmo cautamente fuori, incolumi, tremanti, inorriditi, con le nostre pupille dilatate per la grande paura. Avevo soltanto 15 anni. Avevo, come spettatore, assistito al più grande dramma della mia vita".

## Commemorazioni
Ogni anno, in occasione dell'anniversario del bombardamento, si tiene a Isernia una cerimonia commemorativa in piazza X Settembre, nel centro storico della città. Una corona d'alloro viene deposta presso il monumento dedicato alle vittime del bombardamento.

## Il monumento

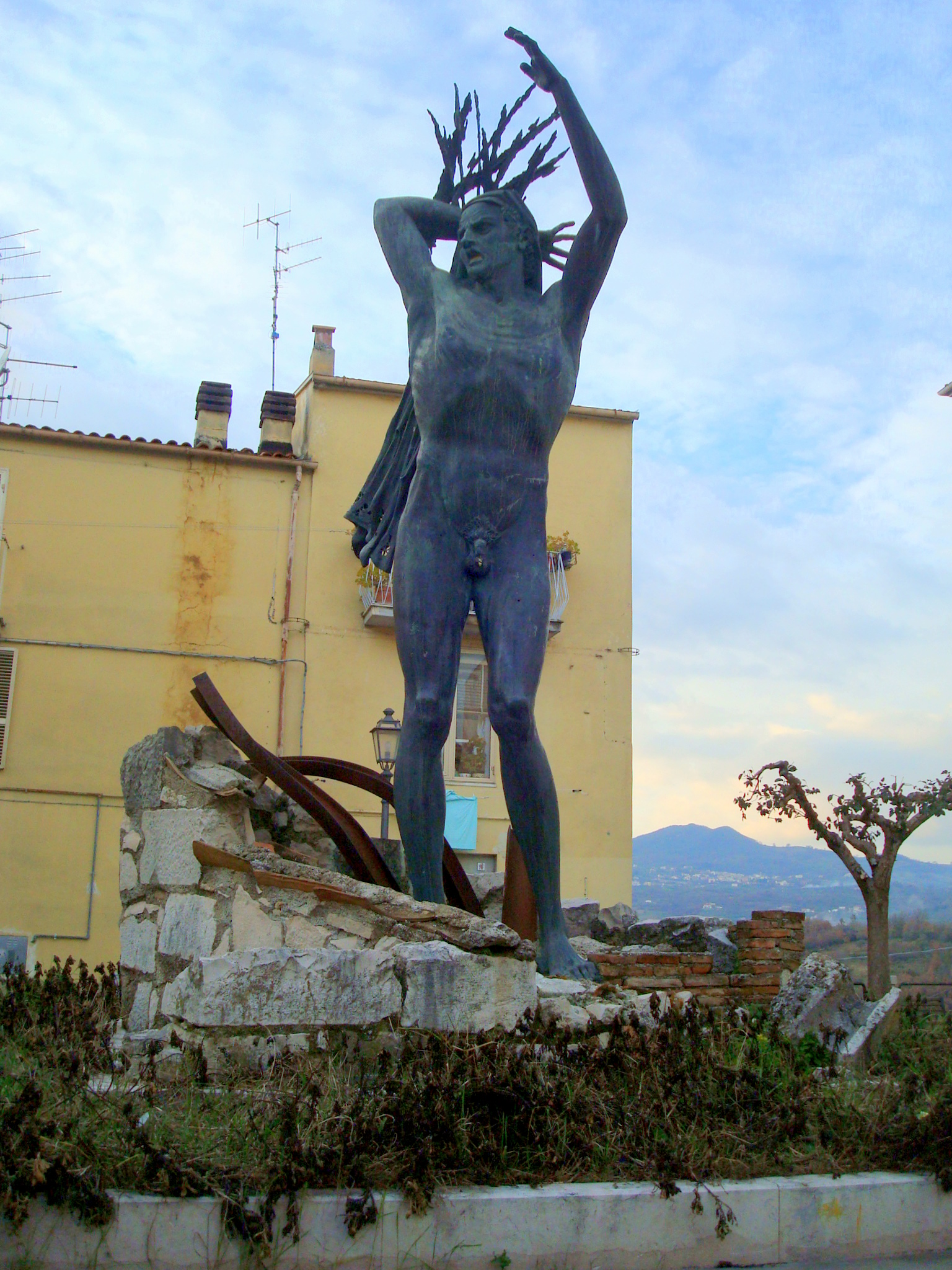
Monumento di Isernia

Il monumento dedicato alle vittime del bombardamento è una scultura bronzea alta circa 6 metri, rappresentante una figura maschile tra le macerie, che si ripara dall'attacco aereo. L'Opera è dello scultore Isernino Alessandro Caetani ex allievo dell'Istituto d'Arte di Isernia.

## Stadio Comunale X Settembre
In memoria delle vittime del bombardamento, il vecchio stadio comunale, ubicato al termine di via Giovanni XXIII, fu denominato "Stadio Comunale X Settembre". L'impianto è stato demolito nel 2009 per far spazio all'Auditorium di Isernia che è una delle "strutture di missione" inserite nelle celebrazioni per i 150 anni dell'Unità d'Italia.
La demolizione del X Settembre ha destato non poche critiche, vista la chiusura di uno dei più importanti centri di aggregazione presente in città, teatro di tanti eventi gloriosi del calcio cittadino, ma soprattutto simbolo di una memoria che è ancora viva nel cuore degli isernini.